# Moti di Torino (1917)
A Torino, nell'estate del 1917, i problemi economici e le difficili condizioni in cui si trovava a lavorare la maggior parte dei proletari italiani sfociarono in una serie di rivolte che assunsero anche un carattere antimilitarista contro la guerra in atto.

## I fatti

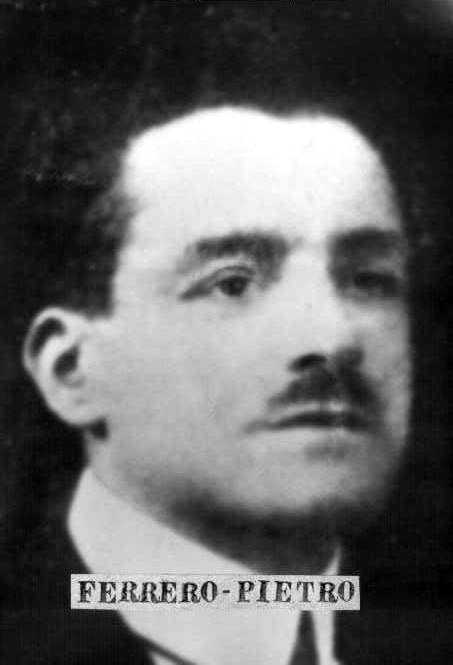
Pietro Ferrero, anarchico torinese presente ai moti antimilitaristi

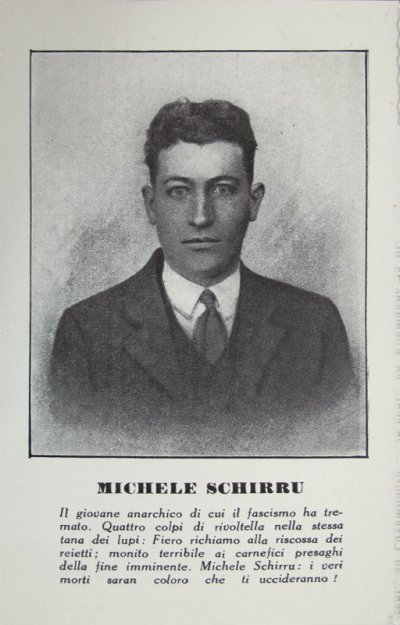
Michele Schirru, anarchico sardo presente ai moti antimilitaristi.

Il mancato rifornimento di farina (ma si trattò di un ritardo di poche ore) del 22 agosto 1917 fu il varco attraverso il quale le dimostrazioni per il pane si tramutarono in moti antimilitaristi che durarono circa una settimana.
Il 23 agosto gli scontri si fecero più violenti. In vari punti della città, i rivoltosi si fronteggiarono con le forze di polizia e dell'esercito.
I teatri degli scontri più aspri e violenti furono Borgo San Paolo, la Barriera di Nizza e la Barriera di Milano (quartiere in cui vi era una fortissima presenza di anarchici, tra cui Maurizio Garino, Italo Garinei e Pietro Ferrero).
Le rotaie dei tram vennero divelte, furono erette barricate in diversi punti della città e molti negozi vennero saccheggiati. In Barriera di Milano, un gruppo di anarchici costituì un centro organizzativo della sommossa. Alla fine della giornata si contarono 7 dimostranti uccisi dalle forze dell'ordine, 37 feriti e 200 arrestati.
Il giorno seguente, 24 agosto, gli scontri continuarono, ma questa volta l'esercito passò ad una ancor più dura controffensiva. Alla fine della giornata si contarono 24 dirigenti del PSI arrestati insieme ad un migliaio di operai e dimostranti vari. Lentamente le proteste cessarono anche per via del “solito freno” alla rivolta imposto dall'ala gradualista socialista (vedi settimana rossa).
Da martedì 28 agosto furono sedate le rivolte e le autorità poterono annunciare che «l'ordine regnava a Torino».
Il bilancio finale fu di circa cinquanta morti fra i rivoltosi, circa dieci fra le forze dell'ordine e circa duecento feriti; vi furono un migliaio di arrestati; di essi, varie centinaia furono processati per direttissima e condannati alla reclusione in carcere.
Tra il giugno e l'agosto del 1918 ebbe luogo, avanti al Tribunale Militare di Torino, un ulteriore processo che vide imputati dodici dirigenti socialisti e un anarchico. Dalle risultanze processuali emerse che la rivolta era stata spontanea e non era frutto di nessun complotto. Ciononostante, sei degli imputati (fra i quali il leader socialista Giacinto Menotti Serrati, che si era recato a Torino durante la sommossa rimanendovi però un giorno solo) furono ritenuti dal Tribunale "autori morali della sommossa" e perciò condannati a pene detentive varianti fra i tre e i sei anni.
Durante i giorni della rivolta, la folla cantava un ritornello che poi divenne famoso:
vogliam la pace, vogliam la pace,
vogliam la pace, mai vogliam la guerra!»

## Testimonianza
Durante i due giorni di rivolta antimilitarista, molte donne furono protagoniste di un episodio, testimoniato da una giovane operaia.